# Myoporum semotum
Myoporum semotum är en flenörtsväxtart som beskrevs av Peter B. Heenan och de Lange. Myoporum semotum ingår i släktet Myoporum och familjen flenörtsväxter. Inga underarter finns listade i Catalogue of Life.